# Amarant
Amarant (šćir, šćirenica, štir, sneljek, lat. Amaranthus),  rod jednogodišnjeg bilja iz porodice štirovki. Pripada mu 88 priznatih vrsta, a u Hrvatskoj raste oko 13 vrsta i podvrsta.
Latinsko ime roda znači “ne venem”, od grčkog a (ne) i maraino (venem), a odnosi se na kožasti cvjetni omotač koji ne vene. Amarant je porijeklom i Amerike, gdje je igrao značajnu ulogu u prehrani nekih američkih plemena, a glavna mu je namjena bila da se melje u brašno, a može se i kuhati poput drugih žitarica.

## Vrste
1. Amaranthus acanthobracteatus Henrard
2. Amaranthus acanthochiton J.D.Sauer
3. Amaranthus acutilobus Uline & W.L.Bray
4. Amaranthus × adulterinus Thell.
5. Amaranthus albus L., bijeli šćir
6. Amaranthus anderssonii J.T.Howell
7. Amaranthus arenicola I.M.Johnst.
8. Amaranthus asplundii Thell.
9. Amaranthus atropurpureus Roxb.
10. Amaranthus aureus F.Dietr.
11. Amaranthus australis (A.Gray) J.D.Sauer
12. Amaranthus bahiensis Mart.
13. Amaranthus bengalense Saubhik Das & Iamonico
14. Amaranthus blitoides S.Watson, zapadnoamerički šćir
15. Amaranthus blitum L., olovnosivi šćir
16. Amaranthus brandegeei Standl.
17. Amaranthus brownii Christoph. & Caum
18. Amaranthus × budensis Priszter
19. Amaranthus × cacciatoi (Aellen ex Cacciato) Iamonico
20. Amaranthus californicus (Moq.) S.Watson
21. Amaranthus campestris Willd.
22. Amaranthus cannabinus (L.) J.D.Sauer
23. Amaranthus capensis Thell.
24. Amaranthus cardenasianus Hunz.
25. Amaranthus caturus Roxb.
26. Amaranthus caudatus L., repati šćir
27. Amaranthus celosioides Kunth
28. Amaranthus centralis J.Palmer & Mowatt
29. Amaranthus clementii Domin
30. Amaranthus cochleitepalus Domin
31. Amaranthus commutatus A.Kern.
32. Amaranthus congestus C.C.Towns.
33. Amaranthus crassipes Schltdl.
34. Amaranthus crispus (Lesp. & Thévenau) A.Braun ex J.M.Coult. & S.Watson
35. Amaranthus cruentus L.
36. Amaranthus cuspidifolius Domin
37. Amaranthus deflexus L., svinuti šćir
38. Amaranthus dinteri Schinz
39. Amaranthus dubius Mart. ex Thell.
40. Amaranthus fimbriatus (Torr.) Benth.
41. Amaranthus floridanus (S.Watson) J.D.Sauer
42. Amaranthus furcatus J.T.Howell
43. Amaranthus graecizans L., uskolisni šćir
44. Amaranthus grandiflorus (J.M.Black) J.M.Black
45. Amaranthus greggii S.Watson
46. Amaranthus hunzikeri N.Bayón
47. Amaranthus hybridus L.,  križani šćir, strator, trator
48. Amaranthus hypochondriacus L.
49. Amaranthus induratus C.A.Gardner ex J.Palmer & Mowatt
50. Amaranthus interruptus R.Br.
51. Amaranthus × jansen-wachterianus Thell.
52. Amaranthus kloosianus Hunz.
53. Amaranthus lepturus S.F.Blake
54. Amaranthus lombardoi Hunz.
55. Amaranthus looseri Suess.
56. Amaranthus macrocarpus Benth.
57. Amaranthus minimus Standl.
58. Amaranthus mitchellii Benth.
59. Amaranthus muricatus (Gillies ex Moq.) Hieron.
60. Amaranthus neei D.B.Pratt, Sánch.Pino & Flores Olv.
61. Amaranthus obcordatus (A.Gray) Standl.
62. Amaranthus palmeri S.Watson
63. Amaranthus paraganensis Saubhik Das
64. Amaranthus pedersenianus N.Bayón & C.Peláez
65. Amaranthus persimilis Hunz.
66. Amaranthus peruvianus (Schauer) Standl.
67. Amaranthus polygonoides L.
68. Amaranthus polystachyus Willd.
69. Amaranthus powellii S.Watson
70. Amaranthus praetermissus Brenan
71. Amaranthus pumilus Raf.
72. Amaranthus × pyxidatus (Contré) Iamonico
73. Amaranthus × ralletii Contré
74. Amaranthus retroflexus L., oštrodlakavi šćir
75. Amaranthus rhombeus R.Br.
76. Amaranthus rosengurttii Hunz.
77. Amaranthus scandens L.f.
78. Amaranthus scariosus Benth.
79. Amaranthus schinzianus Thell.
80. Amaranthus scleranthoides (Andersson) Andersson
81. Amaranthus scleropoides Uline & W.L.Bray
82. Amaranthus × soproniensis Priszter & Kárpáti
83. Amaranthus sparganicephalus Thell.
84. Amaranthus spinosus L.
85. Amaranthus squamulatus (Andersson) B.L.Rob.
86. Amaranthus standleyanus Parodi ex Covas
87. Amaranthus × tamariscinus Nutt.
88. Amaranthus tamaulipensis Henrickson
89. Amaranthus tenuifolius Willd.
90. Amaranthus × texensis Henrickson
91. Amaranthus thunbergii Moq.
92. Amaranthus torreyi (A.Gray) Benth. ex S.Watson
93. Amaranthus tricolor L.
94. Amaranthus tuberculatus (Moq.) J.D.Sauer
95. Amaranthus tucsonensis Henrickson
96. Amaranthus undulatus R.Br.
97. Amaranthus urceolatus Benth.
98. Amaranthus viridis L., šćir veli
99. Amaranthus viscidulus Greene
100. Amaranthus vulgatissimus Speg.
101. Amaranthus watsonii Standl.
102. Amaranthus wrightii S.Watson

## Sinonimi
- Acanthochiton Torr.
- Acnida L.
- Albersia Kunth
- Amarantellus Speg.
- Amblogyna Raf.
- Bajan Adans.
- Blitum Scop.
- Blitum Heist. ex Fabr.
- Dimeiandra Raf.
- Euxolus Raf.
- Galliaria Bubani
- Glomeraria Cav.
- Goerziella Urb.
- Mengea Schauer
- Montelia A.Gray
- Pentrius Raf.
- Pyxidium Moench ex Montandon
- Roemeria Moench
- Sarratia Moq.
- Scleropus Schrad.